# Lexis King
Brian Zachary Pillman (Erlanger, 9 de setembro de 1993), mais conhecido pelo nome de ringue Brian Pillman Jr., é um lutador profissional americano. Ele trabalha atualmente para a WWE, onde atua na marca NXT sob o nome de ringue Lexis King. Ele foi uma vez campeão da Copa Heritage do NXT.
Pillman é conhecido por seu tempo na All Elite Wrestling (AEW) de 2019 a 2023 e na Major League Wrestling (MLW) de 2018 a 2021. Lutador de segunda geração, ele é filho do falecido Brian Pillman.

## Início de vida
Brian Zachary Pillman é filho do lutador profissional Brian William Pillman (1962–1997) e da modelo Melanie Diane Pillman (nascida Lawrence; 1965–2022). Ele teve quatro irmãs: Danielle, Brittany, Alexis Reed e Skylar King, além de um irmão, Jesse Morgan. Sua irmã Alexis se tornou valet no wrestling profissional sob o nome de ringue Lexi Pillman, mas faleceu em 2009 em um acidente de carro. Pillman estudou na Dixie Heights High School em Edgewood, Kentucky, onde jogava futebol americano. Ele se formou em 2011 e continuou seus estudos, frequentando a faculdade. Pillman obteve um diploma em Sistemas de Informação pela Northern Kentucky University.

## Carreira na luta livre profissional

### Circuito independente (2017–2021)
Em fevereiro de 2017, Pillman anunciou que seguiria os passos de seu pai e se tornaria um lutador profissional. Ele foi treinado por Lance Storm em sua escola, a Storm Wrestling Academy, em Calgary, Alberta, Canadá.
A primeira luta de Pillman foi em 18 de dezembro de 2017, usando o nome de ringue "Alex King", em homenagem às suas irmãs Alexis Reed e Skylar King. Pillman fez sua estreia profissional na Combat Zone Wrestling (CZW) em 28 de janeiro de 2018, no evento Dojo Wars 162, enfrentando Mike Del pelo CZW Medal of Valor Championship. Pillman foi derrotado na luta por submissão. Ele teria mais uma luta na CZW, em uma luta de duplas, fazendo parceria com Teddy Hart para enfrentar Anthony Bennet e Jimmy Lloyd no Super Show V, em 26 de janeiro.
Em 18 de janeiro de 2020, Pillman foi uma surpresa como 16º participante na Battle Royal de 16 lutadores no evento Reloaded 6.0 da International Wrestling Cartel (IWC). Embora não tenha vencido a luta, ele apareceu no evento principal, ajudando o campeão peso-pesado da IWC, Jack Pollock, a vencer a luta. Após a luta, Pillman revelou que havia assinado um contrato com a IWC, e que parte de seu contrato incluía uma chance pelo Campeonato da IWC no evento de fevereiro da promoção. Em 15 de fevereiro, Pillman venceu Sam Adonis, Aramis, Lance Archer, Black Taurus, Michael Elgin, Andrew Everett e Alex Zayne em uma luta War of Attrition para conquistar o vago Campeonato Warrior Wrestling, título que ficou vago devido à lesão do ex-campeão Brian Cage. Em 12 de setembro de 2020, em Washington, Pensilvânia, ele conquistou o Campeonato Super Indy da IWC.

### All Elite Wrestling (2019–2023)
Em maio de 2019, Pillman foi um dos participantes da Casino Battle Royale no evento inaugural de pay-per-view da All Elite Wrestling (AEW), Double or Nothing. Em julho de 2020, com a Major League Wrestling (MLW) paralisada devido à pandemia de COVID-19, Pillman começou a aparecer na AEW, lutando tanto no programa principal, Dynamite, quanto no show online Dark. Embora continuasse com contrato com a MLW, Pillman foi liberado para trabalhar também para a AEW. Ele fez seu retorno ao ringue no episódio de 7 de julho do Dark, em uma luta onde foi derrotado por Shawn Spears. Após isso, Pillman foi usado principalmente como talento de apoio (enhancement talent), sendo derrotado por nomes como Brian Cage e Eddie Kingston.
No final de julho de 2020, Pillman começou a formar uma parceria com o também novato da AEW, Griff Garrison, continuando a lutar principalmente no Dark. Juntos, adotaram o nome de equipe The Varsity Blonds, uma homenagem ao pai de Pillman. Em 11 de maio de 2021, Julia Hart começou a se aliar com The Varsity Blonds e passou a fazer aparições com eles durante vários meses. Em 12 de julho de 2021, Pillman assinou um contrato de tempo integral com a AEW, tornando-se um membro oficial do elenco. Seu contrato expirou em 11 de julho de 2023, encerrando seu tempo na AEW.

### WWE (2023–presente)
Em 16 de julho de 2023, o PWInsider informou que Pillman havia realizado testes na WWE no WWE Performance Center. Ele foi oficialmente designado para a marca de desenvolvimento NXT no final de agosto, e vídeos promovendo sua estreia começaram a ser exibidos em setembro, quando ele adotou o nome de Lexis King, uma segunda versão de seu nome anterior, "Alex King". Seus laços com seu pai foram reconhecidos, mas ele os rejeitou, assim como o nome do pai, em suas vinhetas, devido à morte precoce de Brian Pillman, estabelecendo-se como um personagem heel (vilão). King fez sua primeira luta no dia 24 de outubro, na Noite 1 do NXT: Halloween Havoc, derrotando Dante Chen. Ele participou de seu primeiro evento premium da WWE em 9 de dezembro, no NXT Deadline, onde foi derrotado por Carmelo Hayes, marcando sua primeira derrota na WWE. King também participou do Torneio Breakout Masculino do NXT 2023, após atacar o competidor original, Trey Bearhill, e tomar seu lugar. Ele venceu Dion Lennox na primeira rodada, mas perdeu para Riley Osborne nas semifinais após interferência de Bearhill. Além disso, ele lutou duas vezes pelo Campeonato Norte-Americano do NXT: primeiro contra Dragon Lee e depois contra Oba Femi, perdendo ambas as lutas. Continuando sua rivalidade com Dante Chen, eles se enfrentaram em uma luta Singapore Cane, onde King saiu vitorioso. No episódio de 15 de outubro do NXT, King enfrentou Oro Mensah em uma luta Gentleman's Duel, onde venceu. Após a luta, King e Mensah apertaram as mãos, com King levantando a mão de Mensah como um sinal de respeito, o que resultou em uma virada de personagem de heel para face (herói).
No episódio de 29 de outubro do NXT, King enfrentou Charlie Dempsey, do No Quarter Catch Crew, pela Copa Heritage do NXT em uma luta com as regras British Round. King foi acompanhado por William Regal, pai de Dempsey, como seu cornerman. Durante a luta, Regal passou suas tradicionais luvas de brass knuckles (soco-inglês) para King usar contra Dempsey, mas King recusou, querendo vencer a Copa por seus próprios méritos, e acabou perdendo a luta por 0–2. No episódio de 24 de dezembro do 'NXT (gravado em 17 de dezembro), King, novamente com Regal como seu cornerman, enfrentou Dempsey em uma revanche pela Copa Heritage do NXT. Regal novamente passou os brass knuckles para King, mas ele recusou. Regal então acertou um soco em King, fazendo com que os brass knuckles caíssem no ringue. O árbitro viu Dempsey pegar os brass knuckles e assumiu que ele os havia usado contra King, desqualificando Dempsey. De acordo com as regras dos British Round, o título muda de mãos em caso de desqualificação do campeão reinante, o que resultou em King se tornando o novo campeão da Copa Heritage do NXT, conquistando seu primeiro título na WWE.

## Vida pessoal
Pillman teve um relacionamento conturbado com sua mãe, Melanie, devido às suas lutas contra o vício em drogas após a morte de seu pai, quando Pillman tinha apenas quatro anos. Pillman, que foi criado principalmente por sua tia Linda Pillman (irmã de seu pai), compartilhou em uma entrevista shoot que sentia que sua mãe estava fingindo seu luto durante a sua famosa entrevista com Vince McMahon no WWE Raw is War, um dia após a morte de seu pai. Isso porque o casamento deles já estava em processo de divórcio na época, e ele acreditava que ela estava apenas buscando um "dinheiro fácil" para sustentar seu vício. Ao contrário de muitos fãs de wrestling e da mídia, Pillman não culpou a WWE pela entrevista um tanto insensível com sua mãe, pois ele creditava à promoção o esforço de tentar ajudar financeiramente ele e suas irmãs o máximo possível.
O relacionamento de Pillman com sua mãe começou a melhorar após o início de sua carreira no wrestling; isso incluiu ela fazendo aparições regulares durante as transmissões ao vivo de Pillman na Twitch e compartilhando histórias sobre seu pai. Melanie foi encontrada morta devido a uma aparente overdose de drogas em 1º de junho de 2022, aos 56 anos, conforme confirmado por Pillman.
Durante seu período no NXT, os fãs de Pillman passaram a se referir a si mesmos como "Registered Lex Offenders" (uma referência a "registered sex offenders", ou "ofensores sexuais registrados"). Embora Pillman tenha apreciado a criatividade, ele afirmou que esse tipo de apelido não é apropriado para a televisão.

## Títulos e prêmios
- Battle On The Border
  - BOTB Heavyweight Championship (1 vez)
- Cauliflower Alley Club
  - Prêmio Estrela em Ascensão (2020)
- International Wrestling Cartel
  - IWC Super Indy Championship (1 vez)[39]
- KFW Wrestling
  - KFW Championship (1 vez)[40]
- Major League Wrestling
  - MLW World Tag Team Championship (1 vez) – com Davey Boy Smith Jr. e Teddy Hart
  - Novato do Ano (2018)
- Ohio Valley Wrestling
  - OVW Heavyweight Championship (1 vez)[41]
- Pro Wrestling Illustrated
  - Novato do Ano (2019)
  - PWI o colocou na posição #135 dos 500 melhores lutadores individuais em 2021
- Supreme Wrestling
  - Supreme Mid America Heavyweight Championship (1 vez)[42]
- Wild Championship Wrestling Outlaws
  - WCWO Heavyweight Championship (1 vez)
- Warrior Wrestling
  - Warrior Wrestling Championship (1 vez)[15][16]
- WWE
  - Copa Heritage do NXT (1 vez)